# Manchester (hrabstwo Jackson)
Manchester – miasto w Stanach Zjednoczonych, w stanie Wisconsin, w hrabstwie Jackson.